# Kunčičky (zámek)
Zámek Kunčičky, resp. zámeček Kunčičky, stával v obci Kunčičky, dnes části Ostravy.

## Historie
Existence, v písemných pramenech nedochovaného, zámku je spojována se vznikem samostatného kunčičského panství roku 1673. Tehdy je František Vilém Sedlnický z Choltic vyčlenil ze Slezské Ostravy. Pro účely bydlení si majitel nově vzniklého panství jistě vytvořil sídlo – zámek. Ten byl pravděpodobně vystavěn jako součást panského dvora v severní části obce. Krátce poté však František Vilém zdědil slezskoostravské panství a obě panství spojil. Tím zámek přichází o svoji rezidenční funkci a stal se sídlem správy dvora a také zde byly byty úředníků. Dne 16. března 1899 zachvátil celý areál požár, po němž již nebyl obnoven.

## Popis
Jeho podoba se nám nedochovala v žádném písemném a zřejmě ani obrazovém či fotografickém záznamu. Podoba dvora se dá alespoň částečně rekonstruovat na základě mapy stabilního katastru ze 30. let 19. století. Areál měl půdorys obdélníka, přičemž jižní část zabírala samostatná dřevěná budova (stodola nebo sýpka). Na východě stály dvě dřevěné budovy, snad chlévy, kůlny. Na severozápadě byl dvůr zkosený a býval tu rybníček nebo bažina. Obytnou funkci tak zřejmě plnila budova na západě a severu areálu. Měla půdorys ve tvaru písmene L. Vlastní zámek se pravděpodobně nacházel v západním křídle této budovy, před nímž bývala zahrada s přístupovou cestou.